# Fuhse-Auwald bei Uetze (Herrschaft)
Fuhse-Auwald bei Uetze (Herrschaft) este o arie protejată (sit de importanță comunitară — SCI) din Germania întinsă pe o suprafață de 149,99 ha, integral pe uscat.

## Localizare
Centrul sitului Fuhse-Auwald bei Uetze (Herrschaft) este situat la coordonatele 52°29′12″N 10°10′56″E / 52.4867°N 10.1822°E.

## Înființare
Situl Fuhse-Auwald bei Uetze (Herrschaft) a fost declarat sit de importanță comunitară în ianuarie 2005 pentru a proteja 1 specie de animale.

## Biodiversitate
Situată în ecoregiunea atlantică, aria protejată conține 7 habitate naturale: Cursuri de apă de la nivel de câmpie la nivel montan, cu vegetație Ranunculion fluitantis și Callitricho-Batrachion, Liziere de ierburi înalte hidrofile de câmpie și de nivel montan până la alpin, Păduri de fag Luzulo-Fagetum, Păduri de fag Asperulo-Fagetum, Păduri de stejar sau de stejar și carpen sub-atlantice și medio-europene de Carpinion betuli, Păduri acidofile de stejar bătrân cu Quercus robur pe câmpii nisipoase, Păduri aluvionare cu Alnus glutinosa și Fraxinus excelsior (Alno-Padion, Alnion incanae, Salicion albae).
La baza desemnării sitului se află o specie protejată de  mamifere: liliac cu urechi mari (Myotis bechsteinii).